# Andrea Genovart
Andrea Genovart (Barcelona, 1993) es una escritora española.

## Biografía
Nacida en Barcelona, Genovart se graduó en Teoría de la Literatura y Literatura Comparada por la Universidad de Barcelona y tiene un máster en Gestión Cultural por la Factoría de Arte y Desarrollo de Madrid.
Tras cuatro años de desarrollo,en 2023 publicó en catalán su primera novela, titulada Consum preferent. Ese mismo año el libro fue traducido al español y obtuvo el Premio Anagrama de novela en catalán
Actualmente trabaja como responsable de prensa y comunicación en diversas editoriales españolas.